# Leontius van Antiochië
Leontius was patriarch van Antiochië van 344 tot 357. Hij was een volgeling van Lucianus van Antiochië, volgens sommigen de leermeester van Arius.
Alhoewel hij zich niet openlijk uitsprak over de leer van het arianisme, bevorderde hij hun aanhangers, zoals Aëtius van Antiochië, promotor van het anomoeanisme. Bisschop Diodorus van Tarsus deed hem inbinden.
Volgens kerkhistoricus Theodoretus van Cyrrhus had Leontius zichzelf gecastreerd om bij een vrouw genaamd Eustolia te kunnen wonen zonder beschuldigd te worden van zondige daden, vandaar dat hij de bijnaam de eunuch had. Dit verhaal had Theodoretus op zijn beurt van Athanasius van Alexandrië.
Volgens dezelfde Theodoretus introduceerde hij de antifonie, een kerkelijk gezang.
Leontius werd bisschop nadat Stefanus I van Antiochië wegens ontucht was afgezet. Hij werd opgevolgd door Eudoxius van Antiochië.